# Óscar Jaenada
Óscar Jaenada Gajo (Esplugues de Llobregat, 4 maggio 1975) è un attore spagnolo.

## Filmografia

### Cinema
- Lisístrata, regia di Francesc Bellmunt (2003)
- Descongélate, regia di Félix Sabroso (2003)
- Noviembre, regia di Achero Mañas (2003)
- El juego de la verdad, regia di Álvaro Fernández Armero (2004)
- XXL, regia di Julio Sánchez Valdés (2004)
- Camarón, regia di Jaime Chávarri (2005)
- Carne de neón, regia di (2005)
- Somme, regia di Paco Cabezas (2005)
- Días azules, regia di Miguel Santesmases (2006)
- La vida abismal, regia di Ventura Pons (2006)
- Skizo, regia di Jesús Ponce (2006)
- Todos estamos invitados, regia di Manuel Gutiérrez Aragón (2007)
- Sukalde Kontuak, regia di Aitzpea Goenaga (2008)
- Che - Guerriglia (Che: Part Two), regia di Steven Soderbergh (2008)
- Trash, regia di Carles Torras (2009)
- The Limits of Control, regia di Jim Jarmusch (2009)
- La herencia Valdemar, regia di José Luis Alemán (2010)
- The Losers, regia di Sylvain White (2010)
- La herencia Valdemar II: La sombra prohibida, regia di José Luis Alemán (2010)
- Pirati dei Caraibi - Oltre i confini del mare, regia di Rob Marshall (2011)
- ¡Buscando a Eimish!, regia di Ana Rodríguez Rosell (2011)
- ¡Atraco!, regia di Eduardo Cortés (2012)
- La fredda luce del giorno (The Cold Light of Day), regia di Mabrouk El Mechri (2012)
- Cantinflas, regia di Sebastian del Amo (2014)
- Hands of Stone, regia di Jonathan Jakubowicz (2016)
- Paradise Beach - Dentro l'incubo, regia di Jaume Collet-Serra (2016)
- Fottute! (Snatched), regia di Jonathan Levine (2017)
- Oro - La città perduta (Oro), regia di Agustín Díaz Yanes (2017)
- Escobar - Il fascino del male (Loving Pablo), regia di Fernando León de Aranoa (2017)
- L'uomo che uccise Don Chisciotte (The Man Who Killed Don Quixote), regia di Terry Gilliam (2018)
- Rambo: Last Blood, regia di Adrian Grunberg (2019)
- Chaos Walking, regia di Doug Liman (2021)
- Il buco - Capitolo 2 (El hoyo 2), regia di Galder Gaztelu-Urrutia (2024)

### Televisione
- A las once en casa - serie TV, episodio 2x26 (1999)
- Hospital Central - serie TV, episodio 1x06 (2000)
- Al salir de clase,  4 episodi (2000)
- El comisario - serie TV, episodi 2x18 e 3x01 (2000-2001)
- Ciudad sur - serie TV, 3 episodi (2001)
- Compañeros - serie TV, episodi 8x07 e 8x10 (2001)
- Javier ya no vive solo - serie TV (2002-2003)
- 7 vidas - sitcom, episodio 6x26 (2003)
- Qué vida más triste - serie TV, episodio 3x17 (2008)
- Piratas - miniserie TV (2011)
- Luis Miguel - La serie (Luis Miguel: The Series) – serie TV (2018)
- Hernán - serie TV (2019)

### Cortometraggi
- Asesinato en el Hormiguero Express (2018)

## Riconoscimenti
- Premio Goya
  - 2003 – Candidatura al miglior attore rivelazione per Noviembre
  - 2005 – Miglior attore protagonista per Camarón[1]
- 2005 – Fotogrammi d'argento[2]
  - Miglior attore cinematografico per Camarón
- 2005 – Cinema Writers Circle Awards[3]
  - Miglior attore per Camarón
- 2015 – Premios Platino[4]
  - Miglior attore per Cantinflas
- 2015 – Premio Ariel[5]
  - Candidatura al miglior attore per Cantinflas

## Doppiatori italiani
Nelle versioni in italiano dei suoi film, Óscar Jaenada è stato doppiato da:
- Christian Iansante in The Losers, Rambo: Last Blood, Il buco - Capitolo 2
- Eugenio Marinelli in Pirati dei Caraibi - Oltre i confini del mare
- Alessandro Quarta in La fredda luce del giorno
- Diego Suarez in Paradise Beach - Dentro l'incubo
- Paolo Maria Scalondro in Fottute!
- Simone D'Andrea in Escobar - Il fascino del male
- Riccardo Scarafoni in L'uomo che uccise Don Chisciotte
- Andrea Lavagnino in Xtremo